# بلینگام، تاسمانیا
بلینگام (به انگلیسی: Bellingham) یک شهرک در استرالیا است که در تاسمانی واقع شده‌است.